# Sixten Wohlfahrt
Edvard Sixten Sixtensson Wohlfahrt, född den 8 december 1899 i Karlsdals bruksförsamling, Örebro län, död den 7 september 1979 i Stockholm, var en svensk ingenjör och företagsledare. Han var bror till Snorre Wohlfahrt.

## Biografi
Wohlfahrt avlade avgångsexamen vid Kungliga Tekniska högskolan som bergsingenjör 1926. Han var biträdande martiningenjör i Hällefors 1926–1927, martiningenjör i Fagersta 1927–1933, stålverkschef vid Domnarfvets jernverk 1933–1938, överingenjör 1938–1941, direktörsassistent 1941–1945 samt direktör och chef 1945–1963. Wohlfahrt var ståthållare inom Kungliga hovstaterna 1963–1977. Han blev riddare av Vasaorden 1947 och kommendör av samma orden 1957 samt kommendör av första klassen av Nordstjärneorden 1965 och kommendör med stora korset av sistnämnda orden 1971.